# Woodcut Records
Woodcut Records ist ein finnisches Musiklabel mit Mailorder aus Vaasa, dass von Mikki Salo 1995 gegründet wurde. Das Label hat sich auf verschiedene Genres des Black- und Death Metal spezialisiert.

## Bands
- Alghazanth
- Behexen
- Enochian Crescent
- Forgotten Horror
- Horna
- Lord of Pagathorn
- Perdition Winds
- Sacrilegious Impalement
- Vorum

### Ehemalige Bands
- Atakhama
- Chthonian
- Deathbound
- De Lirium’s Order
- Funeris Nocturnum
- Noitapastori
- Obscurant
- Sethery
- Sotajumala
- Throes of Dawn
- Thyrane
- Trollheim’s Grott
- Unveiled
- Wings